# باشگاه فوتبال چتم
باشگاه فوتبال چتم (به انگلیسی: Chatham Town Football Club) یک باشگاه فوتبال در شهر چتم، کنت، کشور انگلستان است که در سال ۱۸۹۴ میلادی تأسیس شده‌است.